# Ward (Nouvelle-Zélande)
Pour les articles homonymes, voir Ward.
Ward est une petite localité de la région de Marlborough, située dans l’île du Sud de la Nouvelle-Zélande.

## Situation
Elle est localisée sur le trajet de la State Highway 1, à 20 kilomètres au sud de la ville de Seddon. 
La ville de Kaikoura est à 82 km au sud-ouest. 
Le fleuve Flaxbourne s’écoule vers le nord jusque dans l’Océan Pacifique au sud-est de la ville de Ward , .

## Population
Sa population était de 903 habitants lors du selon le  recensement de 2006 en Nouvelle-Zélande, en augmentation de 3 personnes par rapport à celui de 2001.

## Histoire
La Station agricole de ‘Flaxbourne’ fut établie dans la région autour des années 1847 .
En 1905, la plus grande partie de la station fut subdivisée et la ville de ‘Ward’ se constitua .
En 1961, la population était de 218 habitants.

## Éducation
L’école de « Ward School » est une école primaire mixte pour les enfants allant de l’année 1 à 8, avec un taux de décile de 6 et un effectif de 58 élèves  .
Une célébration pour marquer les 100 ans de la scolarisation dans cette zone eut lieu en 2006.